# Cyprinodontinae
Cyprinodontinae  (лат.) — подсемейство лучепёрых рыб семейства карпозубых (Cyprinodontidae).

## Дочерние таксоны
- Триба Cyprinodontini Gill, 1865
  - Род Cualac Miller, 1956
  - Род Карпозубики (Cyprinodon Lacepède, 1803)typus
  - Род Floridichthys Hubbs, 1926
  - Род Garmanella Hubbs, 1936
  - Род Jordanella Goode & Bean in Goode, 1879
  - Род Megupsilon Miller & Walters, 1972
- Триба Orestiini Bleeker, 1860
  - Род Aphanius Nardo, 1827
  - Род Orestias Valenciennes, 1839